# Byttneria sparrei
Byttneria sparrei é uma espécie de angiospérmica da família Sterculiaceae.
Apenas pode ser encontrada no Equador.
Os seus habitats naturais são: matagal árido tropical ou subtropical.